# Biclavigera rufivena
Biclavigera rufivena là một loài bướm đêm trong họ Geometridae.